# Upploppen i Baltimore 1968
Upploppen i Baltimore 1968 syftar på de upplopp och vilda protester av mörkhyade personer i Baltimore, USA, den 6–14 april 1968, vilka följde på mordet av Martin Luther King. Upplopp ägde samtidigt rum i 125 andra städer i USA och brukar ibland kollektivt beskrivas som Holy Week Uprising. 

## Inledningen
Den 5 april var det fortfarande tämligen lugnt i Baltimore, trots upplopp i närbelägna Washington, D.C.. Även den 6 april började lugnt i staden. 300 personer hade vid 12-tiden fredligt samlats för en minnesstund, vilken varade ett par timmar utan incidenter. En folkmassa hade dock samlats på Gay St. i East Baltimore och vid 5-tiden hade några vindrutor krossats. Polisen började då agera. Vid 6-tiden kom rapporter om bränder. Vid 11-tiden kallades 6000 personer från nationalgardet in och alkoholförsäljning och vapenförsäljning förbjöds omedelbart.

## Militärens respons
Då upploppen bröt ut engagerades nästan hela Maryland National Guard. Den enda enhet som inte deltog var luftförsvaret.